# 巧杀门阿介
《巧杀门阿介》是在兰坪拉玛人中流传的一则“告状”故事。故事说：兰坪一个白族村子里，以前曾经出过五弟兄，共名“门阿介”。老大是巫师，老二是水匠，老三是铁匠，老四是铜匠，老五什么也不干，五个人专干坏事，糟蹋妇女女，任意欺负人。人民无法过口子，就密谋除掉门阿介五弟兄。但他们顾忌两条:一是门河介与官府来往，二是老大有邪术。为了使官府拿不到把柄，他们派人去向丽江府土司告状，说“门阿介”的意思是“猫头鹰吃鸡”。土司听了很生气，下了“准予格杀”的命令。为了很有把握地除掉门阿介五弟兄，他们专门请了最会打猎的傈僳族青年射手七弟兄来帮助；又用计把门阿介五弟兄分散开，并使人引到傈僳射手埋伏处，终于除掉了门阿介五只虎。